# Sălacea, Bihor
Sălacea (in maghiară Szalacs, in germană Salzburg) este satul de reședință al comunei cu același nume din județul Bihor, Crișana, România.

## Monument dispărut
Fosta așezare neolitică din satul Sălacea (punctul "Varboț") este înscrisă pe "Lista monumentelor istorice dispărute", elaborată de Ministerul Culturii și Cultelor în anul 2004 (datare: neolitic, cod 05A0063).

## Monumente
- Biserica romano-catolică cu hramul „Maria Zăpezii”
- Rezervația naturală „Complexul hidrografic Valea Rece” (2,0 ha).

## Personalități
- Ernő Andrássy⁠(fr)[traduceți] (1894-1968), medic, ornitolog, om de cultură